# Agnija
Agnija (serbisch, mazedonisch: Агнија) ist ein weiblicher Vorname.

## Herkunft und Bedeutung
Er ist die serbische, mazedonische und lettische Form des Namens Agnes.
Varianten sind Janja (serbisch) und Agnese, Inese (lettisch).

## Bekannte Namensträgerinnen
- Agnija Barto (1906–1981), sowjetische Dichterin, Kinderbuch- und Drehbuchautorin
- Agnija Galdanowa (* 1987), russische Filmregisseurin